# Pumpwerk
Ein Pumpwerk (je nach Bauart auch Schöpfwerk oder Hebewerk genannt) ist eine Anlage aus dem Wasserbau, die dazu dient, Wasser aus einem niedriger gelegenen Gewässer in ein höher gelegenes zu pumpen.
Pumpwerke kommen in vielen Bereichen der Wasserwirtschaft zum Einsatz:
- Betrieb von Springbrunnen in Schlossparks (z. B. die heute noch arbeitenden Pumpwerke des Schlosses Nymphenburg in München)
- Wasserstandsregulierung von
  - natürlichen Gewässern (Hochwasserschutz)
  - künstlichen Gewässern / Kanälen
- Bewässerung landwirtschaftlicher Flächen
- Entwässerung feuchter Flächen, Landgewinnung (siehe als Beispiel Pumpwerk De Cruquius, Pumpwerk Arkemheen, Pumpwerk Mastenbroek)
- Trink- und Brauchwasserförderung (Wasserwerk)
- Abwasserförderung (Abwasserpumpwerk)
- Speicherung von Wasser für die Energieerzeugung (Pumpspeicherkraftwerk) oder andere Zwecke (Rückpumpwerk)

Als Pumpe werden Kreiselpumpen, Schneckenpumpen, Schöpfwerke oder pneumatische Hebewerke eingesetzt.

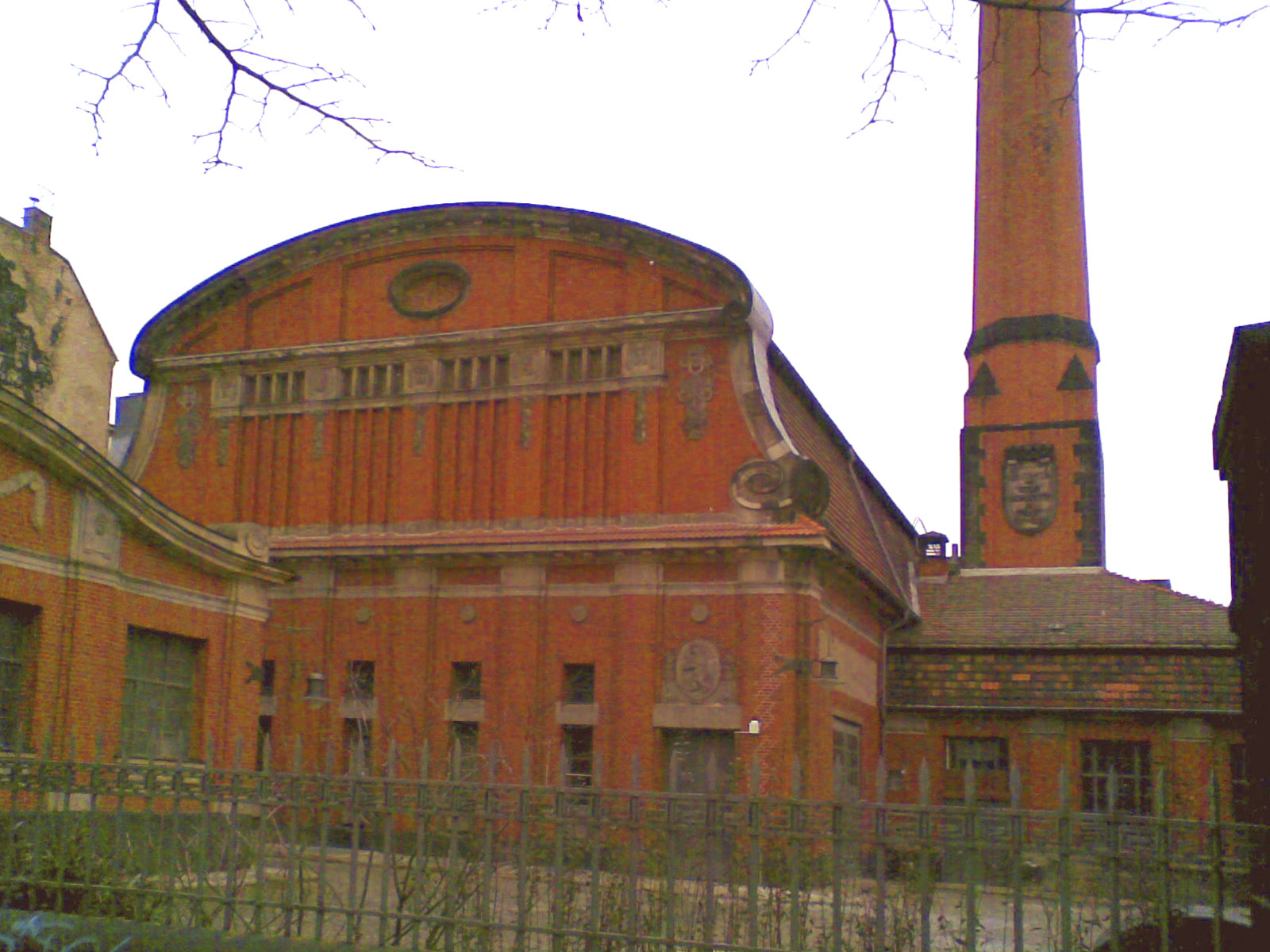
Das Berliner Pumpwerk im Radialsystem V nach Hobrecht, mit dem das Abwasser auf dem Wege zu den Berliner Rieselfeldern um 19 Meter hochgepumpt wurde
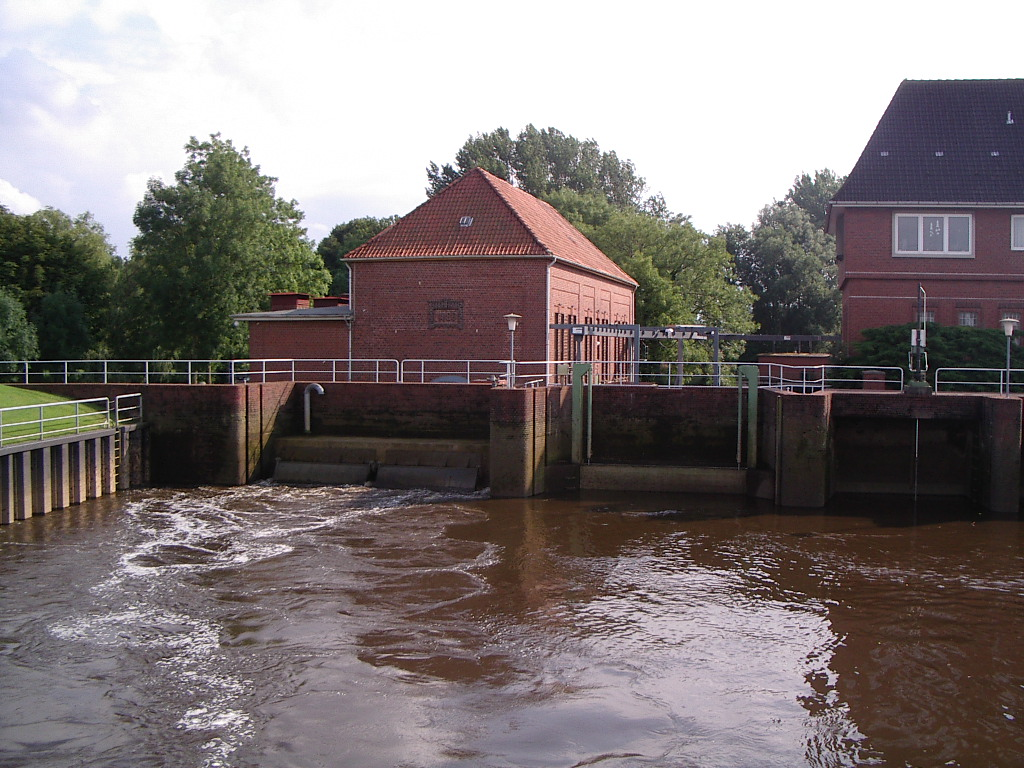
Pumpwerk Otterndorf
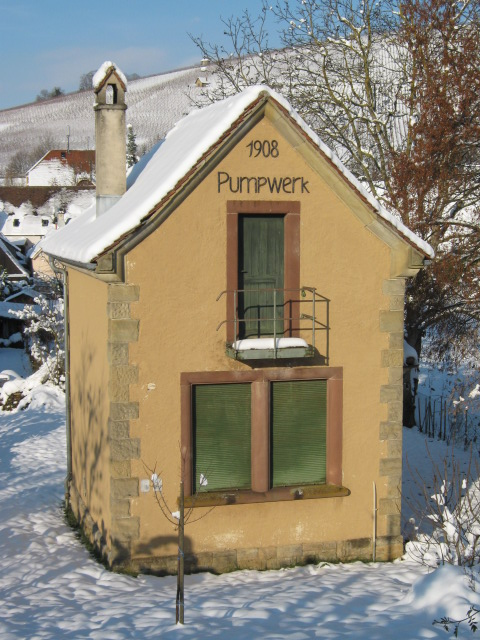
Kleines Pumpwerk zur Wasserversorgung in Niederweiler, Baujahr 1908, Foto Dezember 2010